# Iodur de sodi
El iodur de sodi, NaI, és un sòlid cristal·lí blanc, molt soluble en aigua i soluble en etanol i acetona. És higroscòpic. Cristal·litza com el clorur de sodi, NaCl, en un reticle cristal·lí cúbic centrat en les cares.

## Aplicacions

### Medicina
- El iodur de sodi és emprat en el tractament i en la prevenció de la deficiència de iode, I, en l'organisme que produeix problemes de la glàndula tiroide, problemes mentals, etc.
- Els cristalls de iodur de sodi dopats amb tal·li, NaI(Tl), quan són exposats a una radiació ionitzant, emeten fotons en llampecs, a manera de flash, que poden ser detectats per instruments adients i s'empren en medicina nuclear, i també a geofísica, física nuclear, mesures medioambientals, etc.

### Química orgànica
El iodur de sodi és emprat en diverses reaccions de síntesi orgànica:
- Preparació de iodurs d'alquil a partir d'altres halurs (Reacció de Finkelstein)[1]

En general: R-X + NaI → R-I + NaX
Exemple: CH₃CH₂Br + NaI → CH₃CH₂I + NaBr
- Substitució d'halur en anells aromàtics activats amb iodur de sodi en dimetilformamida[2]
- Iodació de fenols,[3][4]
- Desoxigenació de sulfòxids amb un reactiu de clorur de titani (IV) i iodur de sodi[5]